# Dolgoproudny
Dolgoproudny (en russe : Долгопрудный) est une ville de l'oblast de Moscou, en Russie. Sa population s'élevait à 119 957 habitants en 2023.

## Géographie
Le nom de la ville est dérivé du russe Долгий пруд, dolgui proud, littéralement « long étang », qui se réfère à un bassin long et étroit situé dans la partie nord-est de la ville. Mais le nom de Dolgoproudny est parfois familièrement raccourci en Dolgopa.
Dolgoproudny est limitée à l'ouest par Khimki et au sud par Moscou, dont elle est séparée par l'autoroute périphérique MKAD ; elle est bordée au sud-ouest par le canal de Moscou et au nord par le réservoir Kliazminskoïe.

## Histoire
Un village nommé Vinogradovo, à l'emplacement de la ville actuelle était connu au moins depuis le XVIIe siècle. Une voie ferrée y a été construite en 1900 et une gare en 1914. La localité a commencé à se développer lorsqu'une usine de dirigeables fut construite en 1931. L'ingénieur aéronautique italien Umberto Nobile y travailla pendant cinq ans au cours des années 1930. Pendant plusieurs années, la cité s'appela Dirijablestroï, ce qui signifie « construction de dirigeables ».
En 1951, le célèbre Institut de physique et de technologie de Moscou a été transféré à Dolgoproudny, et la construction de son campus actuel commença dans la partie sud de la ville, inspirée par Piotr Kapitsa, Lev Landau et Nikolaï Semionov, trois lauréats du prix Nobel.
La ville possède des industries de construction mécanique et des industries chimiques. Elle connaît un rapide développement avec des constructions résidentielles et commerciales en raison de son emplacement favorable et de la forte demande de logements dans la banlieue de Moscou.

## Population
Recensements (*) ou estimations de la population
| 1939* | 1959*  | 1970*  | 1979*  | 1989*  |
| ----- | ------ | ------ | ------ | ------ |
| 8 044 | 32 959 | 53 095 | 64 523 | 70 751 |

| 2002*  | 2010*  | 2012   | 2013   | 2014   |
| ------ | ------ | ------ | ------ | ------ |
| 68 792 | 90 956 | 92 860 | 94 989 | 97 505 |

## Transports
Depuis Moscou, la ville est accessible par le train de banlieue à partir de la gare de Saviolovo en 20 minutes environ, ou par un bus navette depuis les stations de métro Retchnoï vokzal et Altoufievo. L'autoroute Dmitrovskoïe reliant Moscou à Doubna et Dmitrov passe juste à l'est de la ville.

## Sport
- FK Dolgoproudny, club de football fondé en 1998 et évoluant en troisième division russe.

## Personnalités
Elina Zverava (1960-), championne olympique et du monde du lancer du disque.